# Handlová
Handlová (în germană Krickerhau / Krickerhäu / Kreckerhaj, în maghiară Nyitrabánya) este un oraș din Slovacia cu 18.199 locuitori.Este locul de nastere al fotbalistului Martin Skrtel.

## Demografie
| An:                | 1994   | 2004   | 2014   | 2024    |
| ------------------ | ------ | ------ | ------ | ------- |
| Număr de persoane: | 18.185 | 17.805 | 17.518 | 15.457  |
| Diferență:         |        | −2,08% | −1,61% | −11,76% |

| An:                | 2023   | 2024   |
| ------------------ | ------ | ------ |
| Număr de persoane: | 15.608 | 15.457 |
| Diferență:         |        | −0,96% |

## Personalități născute aici
- Karol Dobiaš (n. 1947), fotbalist, antrenor.